# Hukuntsi
Hukuntsi is een dorp in het district Kgalagadi in Botswana. De plaats telt 4654 inwoners (2011).